# Юй Хунцзюнь
Юй Хунцзюнь (кит.: 兪鴻鈞; піньїнь: Yú Hóngjūn; 4 січня 1898 — 1 червня 1960) — китайський політик, мер Шанхая (1937), голова Виконавчого Юаня Республіки Китай (1954—1958).